# حبيب ايشان (المزرعة الشمالية)
حبیب ایشان (بالفارسية: حبیب‌ایشان) هي قرية تقع في إيران في قسم المزرعة الشمالیة الريفي. يقدر عدد سكانها بـ 979 نسمة بحسب إحصاء 2016.